# 福岡県立朝倉東高等学校
福岡県立朝倉東高等学校（ふくおかけんりつ あさくらひがしこうとうがっこう）は、福岡県朝倉市甘木にある公立高等学校。

## 沿革
- 1957年（昭和32年） - 福岡県立朝倉高等学校（商業科・被服科）から分離し開校
- 1987年（昭和62年） - 普通科設置
- 1991年（平成3年） - 被服科募集停止。情報処理科新設

## 学科
- 普通科
- 総合ビジネス科
- ビジネス情報科

## 学区
普通科は福岡県第７学区。
- うきは市
- 朝倉市
- 朝倉郡
- 久留米市のうち田主丸町

総合ビジネス科、ビジネス情報科は福岡県内全域から受験可能。

## 交通アクセス
最寄りの鉄道駅
- 西鉄甘木線・甘木鉄道「甘木駅」より徒歩10分

最寄りのバス停
- 西鉄バス二日市・甘木観光バス「裁判所前」バス停より徒歩3分

最寄りの道路
- 福岡県道33号甘木田主丸線
- 福岡県道523号甘木停車場線